# Однородность пространства
| Симметрия в физике             | Симметрия в физике                    | Симметрия в физике               |
| Преобразование                 | Соответствующая инвариантность        | Соответствующий закон сохранения |
| ------------------------------ | ------------------------------------- | -------------------------------- |
| ↕ Трансляции времени           | Однородность времени                  | …энергии                         |
| ⊠ C, P, CP и T-симметрии       | Изотропность времени                  | …чётности                        |
| ↔ Трансляции пространства      | Однородность пространства             | …импульса                        |
| ↺ Вращения пространства        | Изотропность пространства             | …момента импульса                |
| ⇆ Группа Лоренца (бусты)       | Относительность лоренц-ковариантность | …движения центра масс            |
| ~ Калибровочное преобразование | Калибровочная инвариантность          | …заряда                          |

Одноро́дность простра́нства — тождественность свойств пространства во всех его точках. Она означает, что нет такой точки в пространстве, относительно которой существует некоторая «выделенная» симметрия, все точки пространства равноценны. Все физические явления в одних и тех же условиях, но в различных местах пространства протекают одинаково.
Более точное определение однородности пространства использует понятие замкнутой системы. В незамкнутой системе свойства пространства не одинаковы во всех его точках. Например, для альпиниста положения его у подножья и на вершине Эльбруса отнюдь не эквивалентны. А значит, состояние пространства (однородность) в незамкнутой системе зависит от состояния субъекта (в примере это положение альпиниста относительно вершины). 
Однородность пространства означает, что если замкнутую систему тел перенести из одного места пространства в другое, поместив все тела в ней в те же условия, в каком они находились в прежнем положении, то это не отразится на ходе всех последующих явлений.
Пространство обладает свойством однородности лишь в инерциальных системах отсчёта. В неинерциальных системах отсчёта пространство неоднородно. 
Результаты любого физического эксперимента в одних и тех начальных условиях не зависят от места в пространстве, где он был произведён. К примеру, измерим период колебаний маятника, полученный результат обозначим как Т1. Теперь перенесём маятник в соседнюю комнату, и проведём то же измерение. Результат запишем как Т2. Оказывается, что Т1=Т2, то есть исход эксперимента не зависит от нашего положения, это и есть проявление однородности пространства.
Однородность — одно из ключевых свойств пространства в классической механике. Оно означает, что параллельный перенос в нём замкнутой системы отсчёта как целого не изменяет механических свойств системы, и, в частности, не влияет на результат измерений.
Из свойства однородности пространства следует фундаментальный физический закон сохранения импульса, из свойств однородности и изотропности пространства и однородности времени следует закон инерции.
Следует различать однородность и изотропность пространства.
Если пространство изотропно вокруг каждой своей точки, то оно однородно в каждой своей точке. Это следует из того, что в случае изотропного пространства каждую его точку вращениями вокруг различных центров можно перевести в любую другую точку.
В общей теории относительности пространство неевклидово и его геометрия меняется с течением времени в зависимости от энергии, которой обладает находящаяся в нём материя. Степень искривления пространства, то есть отклонение от однородности, выраженнее там, где материя обладает большей энергией.

## Комментарии
1. ↑  С поправкой на неинерциальность системы координат, связанной с Землёй, и неоднородность гравитационного поля Земли.